# Boux-sous-Salmaise
Boux-sous-Salmaise este o comună în departamentul Côte-d'Or, Franța. În 2009 avea o populație de 146 de locuitori.

## Evoluția populației
| An        | 1975 | 1982 | 1990 | 1999 | 2006 | 2009 |
| --------- | ---- | ---- | ---- | ---- | ---- | ---- |
| Populație | 207  | 170  | 170  | 149  | 143  | 146  |